# كيفن ميتشيل (مغني)
كيفن ميتشيل (بالإنجليزية: Bob Evans) هو مغني وكاتب أغاني أسترالي، ولد في 1 أكتوبر 1976 في برث في أستراليا.

## وصلات خارجية
- الموقع الرسمي
- كيفن ميتشيل على موقع ميوزك برينز (الإنجليزية)
- كيفن ميتشيل على موقع أول ميوزيك (الإنجليزية)
- كيفن ميتشيل على موقع ديسكوغز (الإنجليزية)